# Nie żałuję (singel Dody i Smolastego)
Nie żałuję – siódmy singel polskiej piosenkarki Dody z jej czwartego albumu studyjnego zatytułowanego Aquaria, powstały przy gościnnym udziale polskiego rapera Smolastego. Singel został wydany 20 maja 2024.
Kompozycja znalazła się na 5. miejscu listy OLiA, najczęściej odtwarzanych utworów w polskich rozgłośniach radiowych. Nagranie otrzymało w Polsce status podwójnie platynowego singla, przekraczając liczbę 100 tysięcy sprzedanych kopii.

## Geneza utworu i historia wydania
Utwór napisali i skomponowali Carla Fernandes, Dorota Rabczewska, Maria Dzięcielak, Norbert Smoliński i Piotr Zborowski, Dominic Buczkowski-Wojtaszek oraz Patryk Kumór, którzy również odpowiadają za produkcję piosenki. Piosenkarka o singlu:

»Nie żałuję« to utwór o tym, aby mimo złamanego serca spojrzeć na przeszłość z innej perspektywy i dla dobra samego siebie żyć nie oglądając się za siebie. Chociaż czasami jak to w życiu bywa, przeszłość lubi deptać po piętach [...] 

Singel ukazał się w formacie digital download 4 października 2023 w Polsce za pośrednictwem wytwórni płytowej Queen Records w dystrybucji Universal Music Polska. Piosenka została umieszczona na czwartym albumie studyjnym Dody – Aquaria.
31 grudnia 2024 utwór został zaprezentowany podczas Sylwestrowej Mocy Przebojów organizowanej w Toruniu i emitowanej na antenie stacji Polsat.

## „Nie żałuję” w stacjach radiowych
Nagranie było notowane na 5. miejscu w zestawieniu OLiA, najczęściej odtwarzanych utworów w polskich rozgłośniach radiowych.

## Teledysk
Do utworu powstał teledysk w reżyserii Piotra Zajączkowskiego, który udostępniono 20 maja 2024 za pośrednictwem serwisu YouTube.

## Lista utworów
- Digital download[3]

1. „Nie żałuję” – 3:10

- Digital download[7]

1. „Nie żałuję” (Radio Edit) – 2:38

## Występy telewizyjne z utworem
| Koncert/gala                   | Data             | Transmisja telewizyjna | Źródło |
| ------------------------------ | ---------------- | ---------------------- | ------ |
| Lato z radiem                  | 13 lipca 2024    | TVP2                   | [ 8 ]  |
| Magiczne Zakończenie Wakacji   | 24 sierpnia 2024 | Polsat                 | [ 9 ]  |
| Lato z radiem                  | 31 sierpnia 2024 | TVP2                   | [ 10 ] |
| Roztańczony PGE Narodowy       | 28 września 2024 | Polsat                 | [ 11 ] |
| Sylwestrowa Moc Przebojów 2024 | 31 grudnia 2024  | Polsat                 | [ 12 ] |
| Polsat Hit Festiwal 2025       | 23 maja 2025     | Polsat                 | [ 13 ] |
| LXII KFPP w Opolu              | 13 czerwca 2025  | TVP1                   | [ 14 ] |

## Notowania

### Pozycje na listach sprzedaży
| Kraj   | Lista (2023)             | Najwyższa pozycja |
| ------ | ------------------------ | ----------------- |
| Polska | OLiS – single w streamie | 58                |

### Pozycja na liście airplay
| Kraj   | Lista (2024)                   | Najwyższa pozycja |
| ------ | ------------------------------ | ----------------- |
| Polska | OLiS – oficjalna lista airplay | 5                 |

### Listy przebojów
| Notowanie                                                 | Najwyższa pozycja na liście | Źr.    |
| --------------------------------------------------------- | --------------------------- | ------ |
| Muzyczne Radio (HitPlaneta)                               | 1                           | [ 16 ] |
| Muzyczne Radio (Top30.PL)                                 | 3                           | [ 17 ] |
| Nasze Radio (HitFm)                                       | 1                           | [ 18 ] |
| Polskie Radio Katowice (Lista Przebojów)                  | 2                           | [ 19 ] |
| Polskie Radio Londyn (London Top 20)                      | 2                           | [ 20 ] |
| Polskie Radio Pomorza i Kujaw (Lista Przebojów Radia PiK) | 13                          | [ 21 ] |
| Polskie Radio Szczecin (SLiP)                             | 1                           | [ 22 ] |
| Radio Bielsko (Hit Lista)                                 | 1                           | [ 23 ] |
| Radio Centrum (Top 30)                                    | 2                           | [ 24 ] |
| Radio Eska (Gorąca 20)                                    | 9                           | [ 25 ] |
| Radio Park (Lista Przebojów)                              | 1                           | [ 26 ] |
| Radio Plus Legnica (Pluslista)                            | 1                           | [ 27 ] |
| Radio Radom (Lista Przebojów Radia Radom 87,7)            | 1                           | [ 28 ] |
| Radio RSC (Lista przebojów)                               | 1                           | [ 29 ] |
| Radio Strefa FM (Strefa Aktualnych Hitów)                 | 1                           | [ 30 ] |
| Radio Sud (Lista Hitów)                                   | 2                           | [ 31 ] |
| Radio Victoria (Lista przebojów)                          | 1                           | [ 32 ] |
| Radio Zachód (Mniej Więcej Lista)                         | 1                           | [ 33 ] |
| Radio Zet (Lista przebojów Radia Zet)                     | 1                           | [ 34 ] |
| Radio „Znad Wilii” (Lista PL)                             | 1                           | [ 35 ] |
| RMF FM (Poplista)                                         | 1                           | [ 36 ] |
| RMF Maxxx (Hop Bęc)                                       | 7                           | [ 37 ] |
| Wietrzne Radio (TOP 15)                                   | 6                           | [ 38 ] |
| Vox FM (Best Lista)                                       | 1                           | [ 39 ] |

Telewizja
| Notowanie             | Najwyższa pozycja na liście | Źr.    |
| --------------------- | --------------------------- | ------ |
| 4fun Dance (Top 20)   | 5                           | [ 40 ] |
| 4fun.tv (Ulubiona 20) | 7                           | [ 41 ] |

## Nominacje i wyróżnienia
| Rok  | Konkurs              | Kategoria                | Rezultat    | Źr.    |
| ---- | -------------------- | ------------------------ | ----------- | ------ |
| 2024 | Plebiscyt RMF FM     | Przebój roku RMF FM 2024 | 13. miejsce | [ 42 ] |
| 2024 | Plebiscyt Radia Eska | Gorąca 100               | Nominacja   | [ 43 ] |
| 2024 | Plebiscyt 4fun.tv    | Ulubiona 100             | 62. miejsce | [ 44 ] |

## Certyfikaty
| Kraj          | Certyfikat         | Sprzedaż |
| ------------- | ------------------ | -------- |
| Polska (ZPAV) | 2× platynowa płyta | 100 000+ |